# Filmgenre
Filmgenre er filmteoriens primære metode til at kategorisere film. En genre (se linket for nærmere generel definition af det begreb) refererer ofte til film, der ligner hinanden hvad angår narrative elementer (fortællemåde) eller genrens stemning, miljø ("setting") eller format. Her må så siges, at en film godt kan tilhøre mere end en genre, f.eks. kan en novellefilm godt være en historisk film hvis den foregår i middelalderen, eller en western kan være en komedie, hvis hovedstemningen i westernmiljøet er lystigt.
Nogle af genrerne er lånt fra andre kunstarter, litteratur og teater. Det siger jo også sig selv, at litteratur kan foregå i bestemte miljøer, som det så også får navn efter, og det kan skrives i samme stemning eller have bestemte aldersgrupper som målgruppe. Og så er der specifikke teaterformer som f.eks. komedie og drama, som tidligt blev overført til film og fik samme navn der.
Andre genrer er så specifik filmiske, det kan jo ikke være anderledes med f.eks. genrer efter format, og visse genrer fungerer kun på film, som action.

## Filmgenrer

### Miljø (setting)
- Kriminalfilm, herunder:
  - Film noir
  - Gangsterfilm
  - Politifilm
  - Spionfilm, Agentfilm
- Historiske film
- Science fiction-film
- Krigsfilm
  - Anti-krigsfilm
- Western
  - Spaghettiwestern
- Roadmovie
- Naturfilm

### Stemning
- Actionfilm
- Komedie, herunder:
  - Farce
  - Folkekomedie
  - Romantisk komedie
- Drama
- Romantiske film
- Adventure-film, herunder:
  - Piratfilm
  - Kårde & kappe-film
- Fantasyfilm
- Katastrofefilm
- Horrorfilm (gyserfilm, skrækfilm)
- Thriller (spændingsfilm)
- Melodrama
- Pornofilm
- Splatterfilm

### Format
- Spillefilm
- Kortfilm, novellefilm
- Animationsfilm, herunder:
  - Tegnefilm
  - Stop-motion
- Antologifilm
- Dokumentarfilm, herunder:
  - Mondo-film
- Reklamefilm
- Eksperimentalfilm (avant-garde)
- Musical
- Premierefilm

### Aldersgrupper
- Børnefilm
- Familiefilm
- Ungdomsfilm
- Voksenfilm

## Andre betegnelser (der normalt ikke omtales som genrer)
- Sort-hvidfilm
- Farvefilm
- Kortfilm
- Dokumentarfilm
- Stumfilm
- Neorealistiske film
- Ny bølge-film
- Postmodernistiske film
- Dogmefilm

- Wikimedia Commons har flere filer relateret til Filmgenre

| Film | Spire Denne filmartikel er en spire som bør udbygges. Du er velkommen til at hjælpe Wikipedia ved at udvide den. |